# Kattisavan
Kattisavan ist ein Ort (småort) in der schwedischen Provinz Västerbottens län, in der historischen Provinz (landskap) Lappland in der Gemeinde Lycksele.
Der Ort liegt etwa 30 km Luftlinie nordwestlich des Hauptortes der Gemeinde, Lycksele am Fluss Ume älv. Kattisavan hat einen Bahnhof an der Bahnstrecke Hällnäs–Storuman. Regelmäßiger Personenverkehr findet hier allerdings nicht mehr statt. Durch den Ort führt die Europastraße 12.

## Einzelnachweise

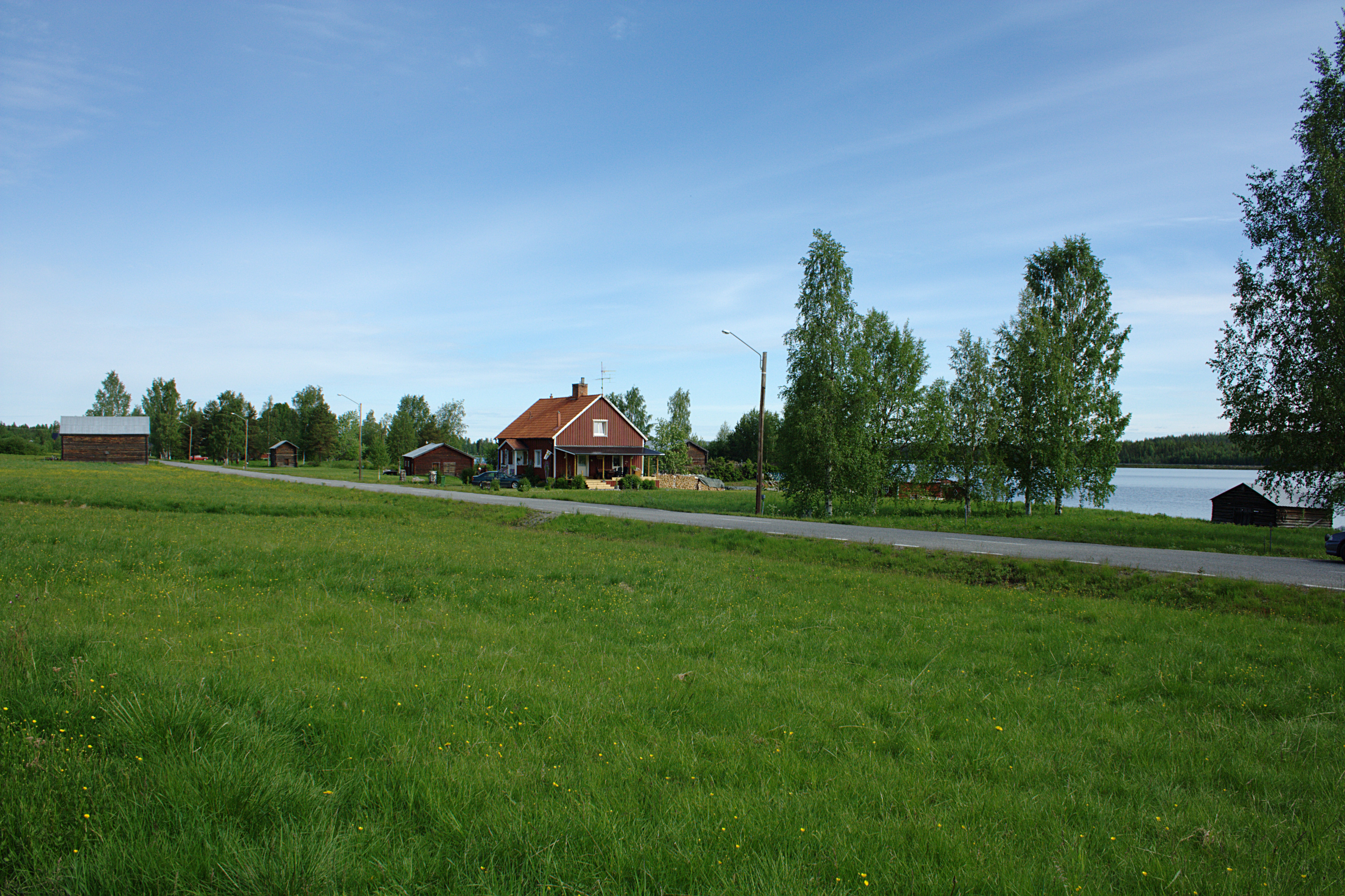
Kattisavan